# Parafia św. Andrzeja Apostoła w Przodkowie
Parafia św. Andrzeja Apostoła w Przodkowie – rzymskokatolicka parafia w Przodkowie. Należy do dekanatu kartuskiego znajdującego się w diecezji pelplińskiej. Erygowana w XIII wieku.
Parafia obchodzi również odpust Najświętszej Maryi Panny Różańcowej. Jej proboszczem jest ks. Wacław Mielewczyk.

## Obszar parafii
Do parafii należą wsie: Bursztynik, Hopy, Kawle Dolne, Kawle Górne, Kczewo, Kobysewo, Kosowo, Krzywda, Młynek, Osowa Góra, Przodkowo, Smołdzino, Stanisławy, Wilanowo, Załęskie Piaski, Załęże.